# Sarcobatus
Sarcobatus, és un gènere de plantes amb flors originari d'Amèrica del Nord i conté dues espècies que abans es consideraven com una sola espècie. Els noms comuns en anglès per a S. vermiculatus inclouen els de greasewood, seepwood i saltbush. Tradicionalment, Sarcobatus ha estat tractat dins la família Chenopodiaceae, però l'APG II system, de 2003, el reconeix com l'únic gènere de la família Sarcobataceae.

## Descripció

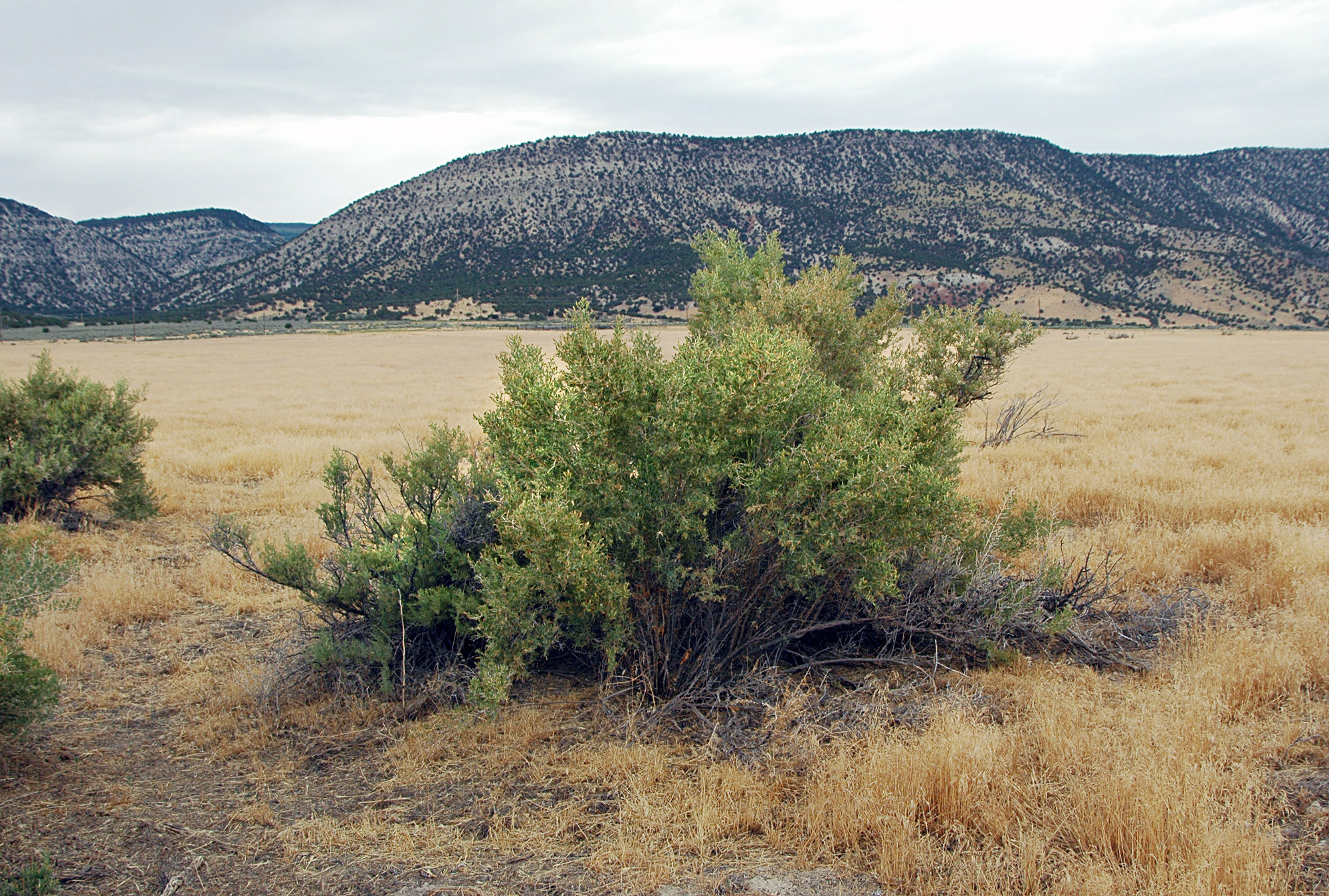
Sarcobatus vermiculatus

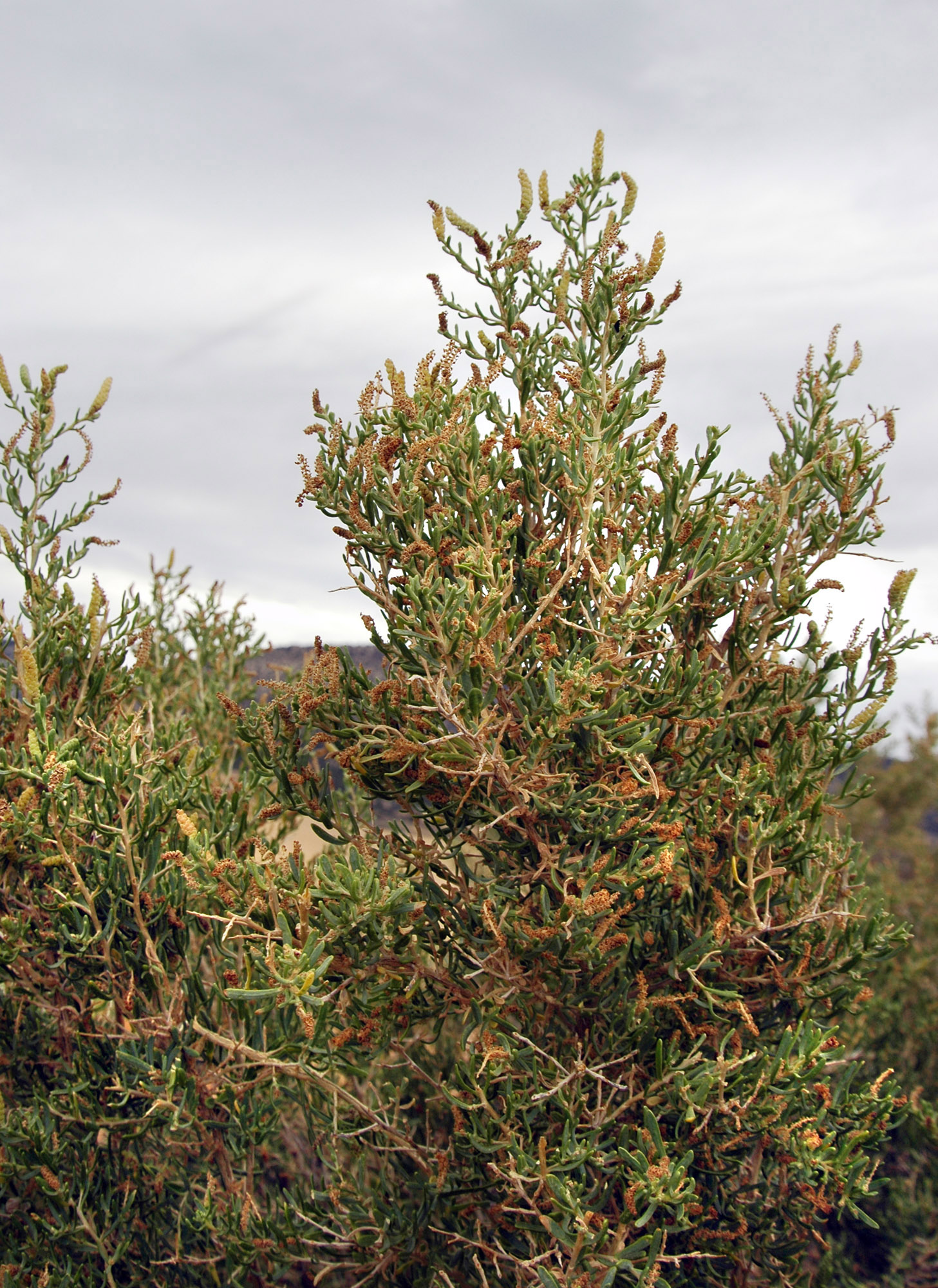
Sarcobatus vermiculatus

Els Sarcobatus són plantes arbustives caducifòlies que fan 0,5–3 m d'alt i tenen espines, són plantes suculentes amb fulles de color verd de 10–40 mm de llargada i d'1–2 mm d'amplada. Floreixen de juny a agost S. vermiculatus va ser descobert el 1806 per l'Expedició de Lewis i Clark.

## Hàbitat
Els Sarcobatus es troben a l'oest d'Amèrica del Nord des del sud-est de British Columbia i sud-oest d'Alberta, Canadà fins a les regions més seques dels Estats Units] (de Dakota del Nord a Texas, Estat de Washington i est de Califòrnia) al nord de Mèxic (Coahuila).
Les dues espècies de Sarcobatus són halòfites. Contenen oxalat de calci i poden perjudicar els animals de ramaderia que les ingereixin

## Taxonomia
El nom de Sarcobatus prové del grec sarko (que significa carn) i batos (que significa esbarzer), referint-se a les branques espinoses i a les fulles suculents.
- Sarcobatus baileyi Coville endèmica de Nevada.[5] És un arbust baix d'1 m d'alt.[5] Fulles piloses de 10–16 mm de llargada. De vegades considerada una varietat de S. vermiculatus, S. vermiculatus var. baileyi (Coville) Jepson.
- Sarcobatus vermiculatus (Hook.) Torr.. En tot el rang del gènere. Plantes d'1-2 metres d'alt podent arribar a 5 metres d'alt.[2] Leaves hairless or only slightly hairy, 15–40 mm long. Synonyms include:[2]
  - Batis vermiculata Hooker
  - Fremontia vermiculata (Hooker) Torrey
  - Sarcobatus maximilianii Nees